# Roberto Jiménez Jiménez
Roberto Jiménez Jiménez (Malingas, provincia de Piura, 17 de abril de 1983) es un exfutbolista peruano. Jugaba de delantero.

## Trayectoria

### Alianza Atlético
Debutó en el año 2003 defendiendo las sedas del club Alianza Atlético de Sullana, siendo pieza de recambio de la delantera que ya tenía consolidados por aquel entonces a William Chiroque y Pedro Alexandro García. Es recién en el 2004, tras la partida de este último, al club San Martín de Porres,  que "Malingas" alcanza una continuidad que le permite anotar varios goles. Esto lo llevaría a ser considerado la nueva figura del equipo sullanense. Ante la partida de Chiroque al Sporting Cristal ese año juega la Copa Sudamericana 2004, en el 2005, Roberto ratifica su titularidad y su importancia en el equipo convirtiéndose en el nuevo goleador y siendo uno de los principales artilleros de ese año.

### San Lorenzo
En el 2006 es fichado por el club San Lorenzo de Almagro. Donde comparte la delantera con los argentinos Ezequiel Lavezzi y Leonardo Ulloa jugando la Copa Sudamericana 2006.

### Lanús
Luego de ser campeón con la institución de Boedo, recala en el Club Atlético Lanús con el cual logra campeonar en el Torneo Apertura 2007, convirtiendo un gol clave para Lanús en la fecha 10, a falta de 1 minuto para terminar el partido, obteniendo así su segundo título consecutivo en tierras argentinas.

### Universitario
En el 2008 llega a Universitario de Deportes del Perú, donde consigue el título del Torneo Apertura aunque tiene una discreta participación en el Clausura, por lo cual es transferido la siguiente temporada al Godoy Cruz de Mendoza.
En junio de 2009 el club Sporting Cristal obtiene su préstamo hasta fin de año. En el 2010, Malingas es fichado por Deportes La Serena de Chile, para afrontar el Torneo de Apertura 2010, pero debido a sus malas presentaciones durante los partidos el club decide desvincularlo.
En el 2014 llega a Los Caimanes club donde anota 11 goles siendo el máximo goleador del equipo. Sin embargo su cuota goleadora no pudo salvar a su equipo del descenso. 
Fue expulsado de Sechura luego de que el Club Deportivo Defensor La Bocana le rescindiera por falta de interés para mejorar su estado físico.

## Selección peruana
Ha sido internacional con la Selección de fútbol del Perú en 5 ocasiones.

## Clubes
| Club                      | País                | Año                 | PJ  | Goles |
| ------------------------- | ------------------- | ------------------- | --- | ----- |
| Alianza Atlético          | Perú                | 2002-2006           | 116 | 44    |
| San Lorenzo               | Argentina           | 2006-2007           | 30  | 9     |
| Lanús                     | Argentina           | 2007                | 10  | 1     |
| Universitario de Deportes | Perú                | 2008                | 47  | 15    |
| Godoy Cruz                | Argentina           | 2009                | 11  | 2     |
| Sporting Cristal          | Perú                | 2009                | 22  | 2     |
| Deportes La Serena        | Chile               | 2010                | 13  | 3     |
| Alianza Atlético          | Perú                | 2010                | 18  | 7     |
| Unión Comercio            | Perú                | 2011                | 26  | 16    |
| Universidad César Vallejo | Perú                | 2012-2013           | 54  | 17    |
| Unión Comercio            | Perú                | 2013                | 11  | 2     |
| Los Caimanes              | Perú                | 2014                | 23  | 11    |
| Alianza Atlético          | Perú                | 2015                | 26  | 11    |
| Defensor La Bocana        | Perú                | 2016                | 23  | 4     |
| Alianza Atlético          | Perú                | 2017                | 28  | 5     |
| Sport Loreto              | Perú                | 2018                | 5   | 3     |
| Total en su carrera       | Total en su carrera | Total en su carrera | 463 | 152   |

### Resumen estadístico
| Competición           | Partidos | Goles | Promedio |
| --------------------- | -------- | ----- | -------- |
| Primera División      | 374      | 129   | 0,35     |
| Copas nacionales      | 12       | 8     | 0,64     |
| Copas Internacionales | 12       | 2     | 0,17     |
| Selección Peruana     | 5        | 0     | 0        |
| TOTAL                 | 403      | 139   | 0,35     |

## Palmarés

### Campeonatos nacionales
| Título                        | Club                      | País      | Año    |
| ----------------------------- | ------------------------- | --------- | ------ |
| Primera División de Argentina | San Lorenzo               | Argentina | C-2007 |
| Primera División de Argentina | Lanús                     | Argentina | A-2007 |
| Torneo Apertura               | Universitario de Deportes | Perú      | 2008   |

### Distinciones individuales
| Distinción                                     | Año  |
| ---------------------------------------------- | ---- |
| Máximo goleador del Torneo Clausura (10 goles) | 2005 |